# Падуруватий
Падуруватий — струмок в Україні, у Верховинському районі Івано-Франківської області, лівий доплив Чорного Черемоша (басейн Дунаю).

## Опис
Довжина струмка приблизно 5 км. Формується з багатьох безіменних струмків.

## Розташування
Бере початок на південно-західних схилах гори Скорушин. Тече переважно на південний схід через село Явірник і впадає у річу Чорний Черемош, ліву притоку Черемоша.